# ولفسگ
ولفسگ (به آلمانی: Wolfsegg, Bavaria) یک شهر در آلمان است که در بایرن واقع شده‌است.

## خصوصیات
ولفسگ ۷٫۴۶ کیلومترمربع مساحت دارد ۳۷۰–۴۲۰ متر بالاتر از سطح دریا واقع شده‌است.